# Día Mundial de la Propiedad Intelectual
El Día Mundial de la Propiedad Intelectual se celebra anualmente el 26 de abril. La Organización Mundial de Propiedad Intelectual (OMPI) instauró esta celebración el 3 de octubre del año 2000 para sensibilizar a la opinión pública sobre la incidencia de las patentes, el derecho de autor, las marcas y los dibujos y modelos (diseños) en la vida cotidiana y celebrar la creatividad y la contribución de los creadores e innovadores al desarrollo de las economías y sociedades de todo el mundo. Se eligió el 26 de abril como fecha del Día Mundial de la Propiedad Intelectual porque coincide con la fecha en que entró en vigor, en 1970, el Convenio que establece la Organización Mundial de la Propiedad Intelectual. El Día Mundial de la Propiedad Intelectual es la mayor campaña de divulgación pública de la OMPI en materia de propiedad intelectual (PI).

## Antecedentes

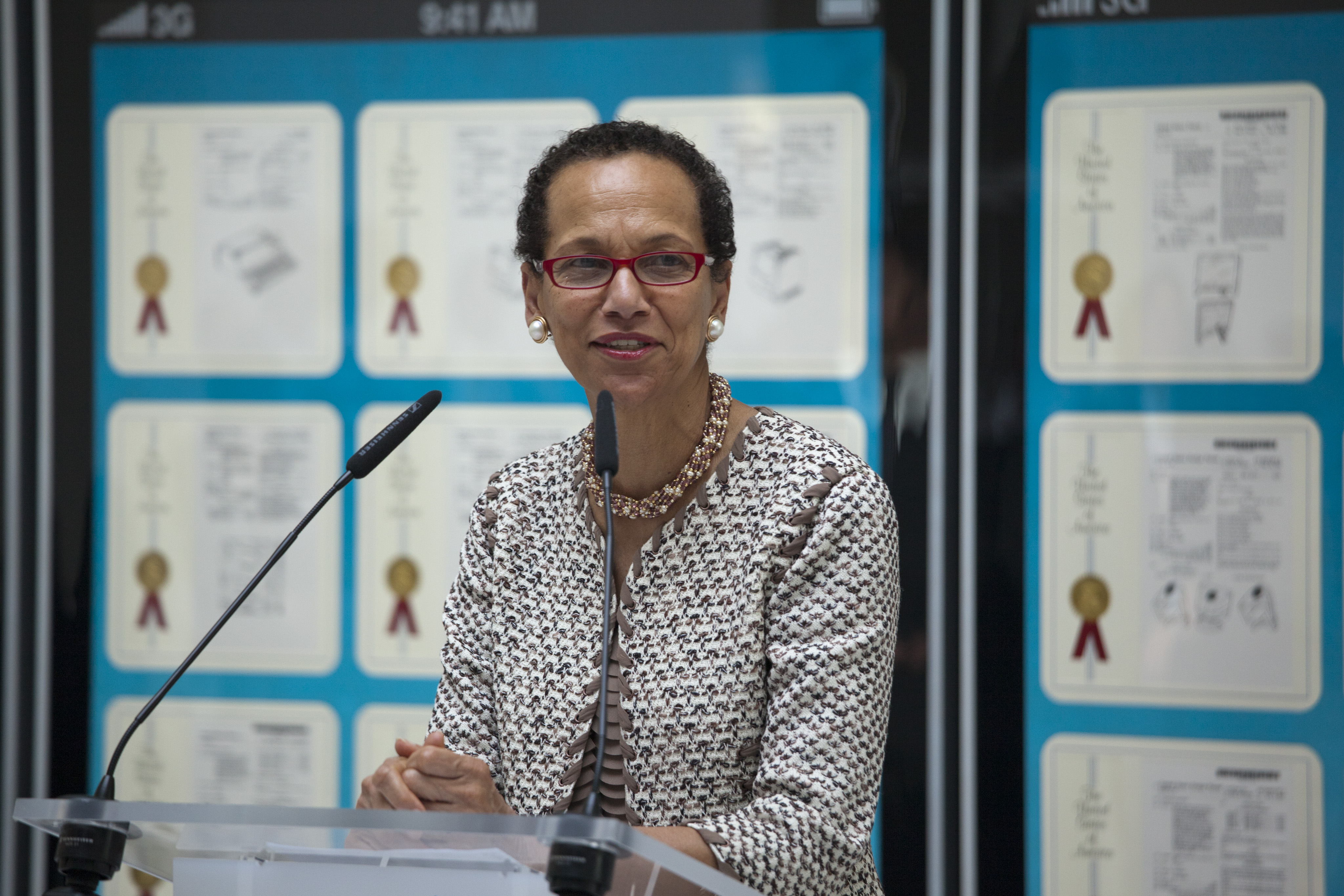
En 2012, del 30 de marzo al 26 de abril, Día Mundial de la Propiedad Intelectual, se abrió al público en la OMPI una exposición en la que se presentaba la propiedad intelectual (IP) que hay en las innovaciones de Steve Jobs'. La exposición estaba relacionada con el tema del Día Mundial de la Propiedad Intelectual de 2012: "Innovadores visionarios".

En una declaración realizada durante la 33º serie de reuniones de las Asambleas de los Estados miembros de la OMPI, en septiembre de 1988, el director general del Instituto Nacional de Propiedad Industrial de Argelia (INAPI) propuso que se instituyera un Día Internacional de la Propiedad Intelectual. En una carta posterior enviada al director general de la OMPI con fecha 7 de abril de 1999, el Sr. Amor Bouhnik, director general del INAPI, señaló que el objetivo de instituir ese día era "movilizar y sensibilizar a un mayor número de personas, fomentar la innovación y reconocer los resultados de los promotores de la propiedad intelectual en el mundo".
El 9 de agosto de 1999, en una carta de Jiang Ying, comisionado de la Oficina Estatal de Propiedad Intelectual de la República Popular China, la delegación china propuso que la OMPI adopte el día de conmemoración de su 30.º aniversario de fundación (26 de abril) como Día Mundial de la Propiedad Intelectual, con carácter anual. El comisionado señaló que el objetivo de ello era "seguir promoviendo la concienciación sobre la protección de la propiedad intelectual, ampliar la influencia de la protección de la propiedad intelectual en todo el mundo, instar a los países a dar a conocer y popularizar las leyes y normativas de protección de la propiedad intelectual, aumentar la concienciación del público sobre los derechos de propiedad intelectual, fomentar las actividades de invención e innovación en los distintos países y fortalecer el intercambio internacional en el ámbito de la propiedad intelectual".
En octubre de 1999, en su vigésimo sexto período de sesiones, la Asamblea General de la OMPI aprobó la idea de declarar un día concreto Día Mundial de la Propiedad Intelectual.
La participación de los Estados miembros de la OMPI en el Día Mundial de la Propiedad Intelectual no ha dejado de aumentar desde su creación en 2000. En su primer año, 59 Estados miembros informaron de eventos oficiales del Día Mundial de la Propiedad Intelectual. Cinco años más tarde, en 2005, 110 países informaron de eventos oficiales del Día Mundial de la Propiedad Intelectual, y en 2022, la campaña contó con la participación de 189 Estados miembros.

## Actos del Día Mundial de la Propiedad Intelectual en todo el mundo
Cada año, oficinas de PI, estudios de abogados, empresas, estudiantes y otras entidades organizan cientos de actos en todo el mundo para rendir homenaje a los inventores y creadores y dar a conocer el sistema de propiedad intelectual y sus correspondientes derechos (por ejemplo, el derecho de autor, las marcas, las patentes, los dibujos y modelos, los secretos comerciales, las obtenciones vegetales, etcétera).

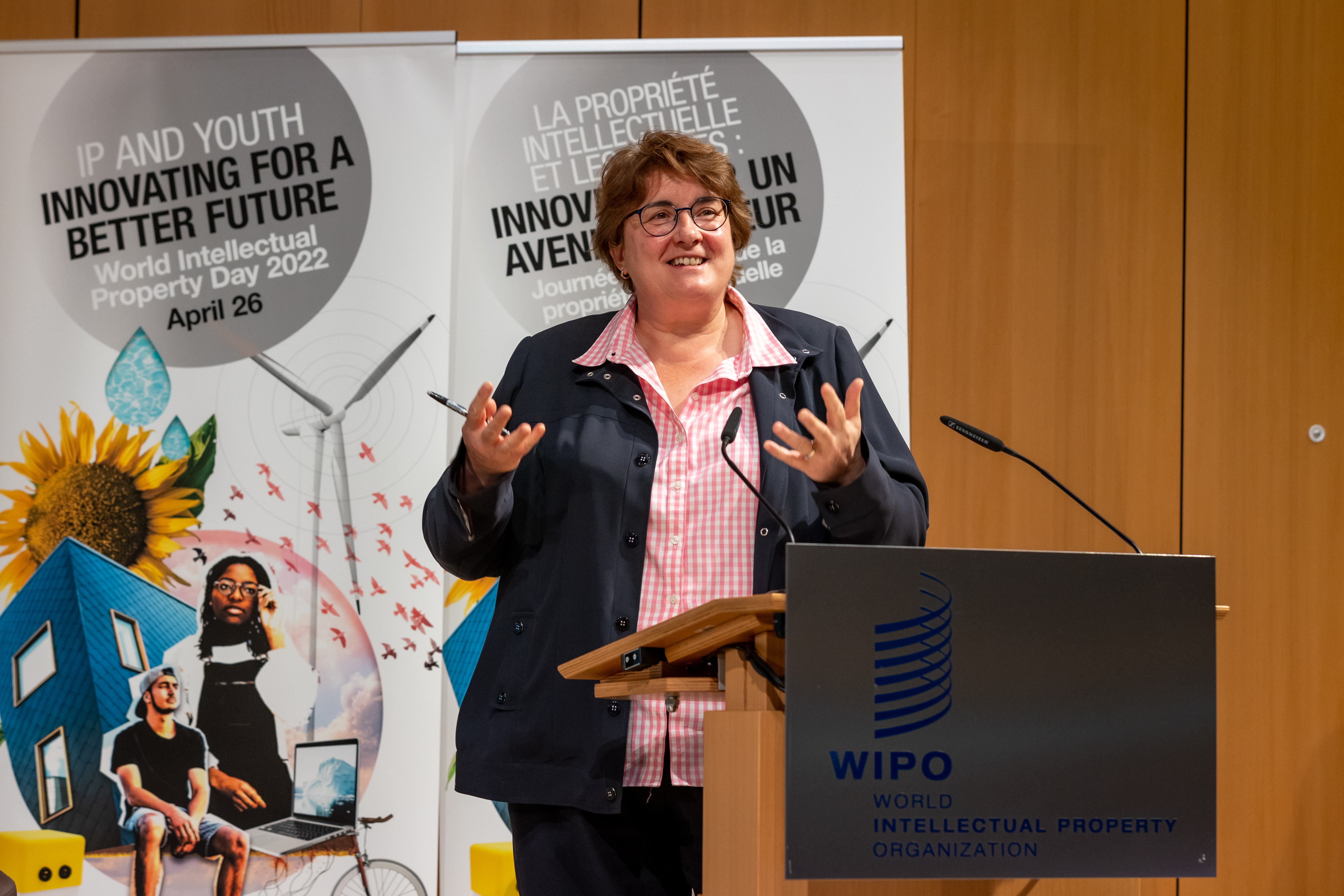
Catherine Jewell, oficial principal de Información, División de Información y Difusión por Medios Digitales, anuncia los ganadores de la edición 2022 del Concurso de Video para Jóvenes con motivo del Día Mundial de la Propiedad Intelectual.

Los actos del Día Mundial de la Propiedad Intelectual son una oportunidad para explorar diferentes aspectos del sistema de propiedad intelectual y cómo los innovadores, los creadores y las empresas pueden utilizarlo para añadir valor al ingenio y la creatividad. También es una oportunidad para poner de relieve el papel que desempeña el sistema de PI en el apoyo al desarrollo económico, social y cultural en beneficio de todos y en todas partes. En esencia, el sistema de PI trata de equilibrar los intereses de los inventores y creadores con los del público en general mediante la concesión de derechos limitados en el tiempo que cumplan las condiciones preestablecidas en los tratados internacionales negociados por los Estados miembros de la OMPI.
Durante el período de validez de los derechos (que varía según el derecho de que se trate), el titular de ese derecho goza de prerrogativas exclusivas. Esto significa que puede determinar quién puede o no explotar su obra y las condiciones en que puede hacerlo. Una vez transcurrido ese plazo, la obra protegida por PI pasa a ser de dominio público y puede ser utilizada por cualquiera sin la obligación de solicitar previamente autorización al titular de los derechos. Incumbe a la OMPI liderar el desarrollo de un sistema equilibrado de propiedad intelectual. Las leyes que rigen la propiedad intelectual a nivel internacional están consagradas en diversos tratados internacionales administrados por la OMPI. Estos tratados internacionales han sido negociados por los Estados miembros desde el nacimiento del sistema internacional de PI en 1883, tras la adopción del Convenio de París para la Protección de la Propiedad Intelectual. El llamado Convenio de París y el Convenio de Berna para la Protección de las Obras Literarias y Artísticas, adoptado en 1886, son los pilares del sistema internacional de PI y los cimientos de las Oficinas Internacionales para la Protección de la Propiedad Intelectual (BIRPI), organización que precedió a la OMPI antes de la entrada en vigor del Convenio que establece la OMPI en 1970.
Aunque el Día Mundial de la Propiedad Intelectual se celebra cada año el 26 de abril, muchos países lo celebran en otra fecha. Algunos, como el Perú y Singapur, organizan una semana de celebraciones, mientras que otros, como Argelia, realizan actos a lo largo de un mes. Si bien la OMPI selecciona un tema y elabora una serie de materiales promocionales en torno al mismo, cada país puede desarrollar su propia campaña nacional en función de las necesidades locales. 
Para el Día Mundial de la Propiedad Intelectual 2022 se programaron cerca de 600 eventos en todo el mundo sobre cuestiones de actualidad relacionadas con el tema de la campaña, desde la protección de los cómics en el Perú hasta la PI y la cadena de bloques. El Día Mundial de la Propiedad Intelectual también es una oportunidad para que los principales encargados de la formulación de políticas pongan de relieve la propiedad intelectual y su importancia para el desarrollo económico regional y nacional.
En el marco del Día Mundial de la Propiedad Intelectual 2022 también se celebró una mesa redonda sobre el tema Innovar para mejorar la salud: apoyar a la juventud innovadora por medio de la PI, organizada en colaboración con la Federación Internacional de la Industria del Medicamento, con el apoyo del Geneva Health Forum y Speak Up Africa, que reunió a jóvenes innovadores, emprendedores y mentores del Camerún, Colombia, Nepal, Uganda y Filipinas, así como a varios especialistas internacionales. Le siguió un programa musical con música de Anaïs, Kathyta Fuentes, LUVANGA y Stogie-T.

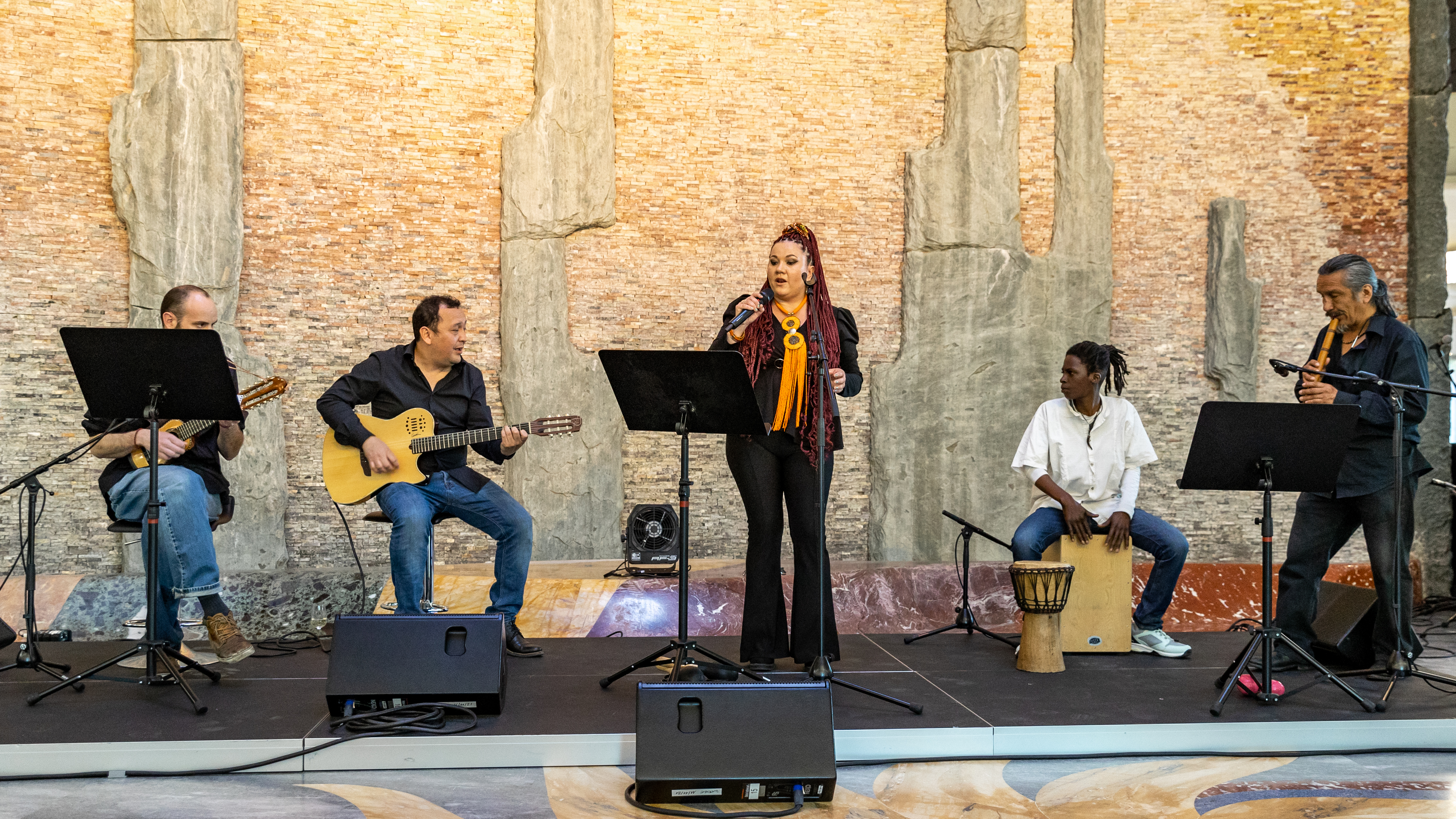
Kathyta Fuentes y su banda durante un espectáculo musical en el Día Mundial de la Propiedad Intelectual 2022 en la sede de la OMPI en Suiza.

Con motivo del Día Mundial de la Propiedad Intelectual 2022 también se celebró el primer Concurso de videos para jóvenes sobre el Día Mundial de la Propiedad Intelectual.
En su informe a las Asambleas de la OMPI en julio de 2022, el director general de la OMPI, Daren Tang, dijo: Me agrada informarles también de que el Día Mundial de la Propiedad Intelectual de este año atrajo una participación mundial récord. El tema era "La PI y la juventud: innovar para un futuro mejor", y hubo más de 15 millones de impresiones en nuestras plataformas digitales y casi 600 actividades relacionadas con el Día Mundial de la Propiedad Intelectual en 189 Estados miembros: la mayor participación de nuestra historia.

## Temas
- 2001: Crear hoy el futuro[19][20]
- 2002: Fomentar la creatividad[19][21]
- 2003: La P.I. es también asunto suyo[19][22]
- 2004: La importancia de la P.I. como instrumento de desarrollo económico, social y cultural[19][23]
- 2005: Piensa, imagina, crea[19][24]
- 2006: La P.I. - comienza con una idea[19][25]
- 2007: Fomentar la creatividad[19][26]
- 2008: Celebrar la innovación y promover el respeto de la P.I.[19][27]
- 2009: Innovación Ecológica[19][28]
- 2010: La innovación tiende puentes[19][29]
- 2011: Diseñar el futuro[19][30]
- 2012: Innovadores Visionarios[19][31]
- 2013: Creatividad – La nueva generación[19][32]
- 2014: El cine, una pasión universal[19][33]
- 2015: Movilízate por la música[19][34]
- 2016: Creatividad digital: reinventar la cultura[35][36]
- 2017: La innovación mejora la vida[37]
- 2018: Artífices del cambio: las mujeres en la innovación y la creatividad[38]
- 2019: Aspirar al oro: La PI y el deporte[39][40]
- 2020: Innovar para un futuro verde[41]
- 2021: La PI y las pymes: Para que las ideas lleguen al mercado[42][43]
- 2022: La PI y la juventud: innovar por un futuro mejor[44]
- 2023: Las mujeres y la PI: Acelerar la innovación y la creatividad[45]
- 2024: PI y ODS: Nuestro futuro común se forja con innovación y creatividad[46]
- 2025ː La PI y la música: Al ritmo de la PI[47]

## Controversias
La propiedad intelectual es un concepto que también genera controversias. En este sentido, diversas organizaciones aprovechan el Día Mundial de la Propiedad Intelectual para llamar la atención sobre los efectos sociales negativos de promover una celebración de esta naturaleza.
La necesidad de modificar las leyes, flexibilizarlas y promover más limitaciones y excepciones al sistema de derechos de autor también forman parte de la agenda de quienes proponen discutir la celebración de esta jornada. Richard Stallman, uno de los hackers más críticos del concepto de propiedad intelectual, llamó en el 2011 a celebrar el 26 de abril como el día mundial para compartir archivos (filesharing, en inglés).